# Platerodrilus
Platerodrilus (Duliticola)  (лат.) — род жуков из семейства краснокрылов (Lycidae), чьи бескрылые самки известны как «жуки-трилобиты». 

## Этимология названия
Употреблявшееся ранее латинское родовое название Duliticola происходит от имени горы Дулит (Mount Dulit) на острове Борнео (Саравак, Малайзия), где обитают эти жуки.

## Ареал
Юго-Восточная Азия.

## Описание
Характерен ярко выраженный половой диморфизм. Самки неотенические (всю жизнь обладают признаками личинок), длина — 50-80 мм, бескрылые. Снаружи покрыты крупными пластинками, сходными с панцирем трилобитов (отсюда их необычное английское название «Жук-трилобит»). Самцы в несколько раз меньше (8-10 мм), имеют обычный облик (имаго). Гемолимфа ядовитая. Самцы ряда видов еще не известны.

## Биология
Самки встречаются в гнилой древесине, в лесной подстилке, а самцы встречаются на цветках, которыми они и питаются. В случае опасности жуки впадают в танатоз (притворяются мёртвыми), самцы при этом приоткрывают свои надкрылья.
Самцы питаются на цветах. Раньше энтомологи считали, что самки и личинки жуков этого рода питаются гниющей древесиной. Затем бытовало мнение, что основу рациона составляют мелкие животные и грибы. В 1996 году было установлено, что при помощи видоизменённых мандибул, адаптированных только для сосания, они питаются богатой микрофауной, состоящей преимущественно из коловраток и простейших, присутствующих в соках гниющей древесины.

## Систематика
Род Platerodrilus Pic, 1921 был впервые выделен в 1921 году. В 2014 году чешскими энтомологами Михалем Масеком и Ладиславом Боцаком (Michal Masek, Ladislav Bocak) была проведена ревизия группы, в ходе которой были описаны новые виды, а ранее известный таксон Duliticola синонимизирован с родом Platerodrilus. 
На основании гениталий и данных молекулярной биологии род разделён на три видовые группы.
- P. paradoxus group
  - Platerodrilus foliaceus Masek & Bocak, 2014
  - Platerodrilus paradoxus (Mjöberg, 1925)
    - =Duliticola paradoxa Mjöberg, 1925[6][7]
- P. major group
  - Platerodrilus major Pic, 1921
  - Platerodrilus ngi Masek & Bocak, 2014
  - Platerodrilus wittmeri Masek & Bocak, 2014
- P. sinuatus group
  - Platerodrilus ijenensis Masek & Bocak, 2014
  - Platerodrilus luteus Masek & Bocak, 2014
  - Platerodrilus maninjauensis Masek & Bocak, 2014
  - Platerodrilus montanus Masek & Bocak, 2014
  - Platerodrilus palawanensis Masek & Bocak, 2014
  - Platerodrilus ranauensis Masek & Bocak, 2014
  - Platerodrilus sibayakensis Masek & Bocak, 2014
  - Platerodrilus sinabungensis Masek & Bocak, 2014
  - Platerodrilus sinuatus Pic, 1921 typus
  - Platerodrilus talamauensis Masek & Bocak, 2014
  - Platerodrilus tujuhensis Masek & Bocak, 2014
- Другие виды
  - Platerodrilus bicolor (Wittmer, 1966)
    - =Platerodriloplesius bicolor Wittmer, 1966

  - Platerodrilus crassicornis (Pic, 1923)
    - =Platrilus crassicornis (Pic, 1923)

  - Platerodrilus hirtus (Wittmer, 1938)
    - =Platrilus hirtus (Wittmer, 1938)

  - Platerodrilus korinchiana
  - Platerodrilus robinsoni Blair, 1928
  - Platerodrilus ruficollis (Pic, 1942)
    - =Falsocalochromus ruficollis Pic, 1942
    - =Duliticola hoiseni Wong, 1996[8]